# Campeonato Europeo de Patinaje Artístico sobre Hielo de 1962
El LIII Campeonato Europeo de Patinaje Artístico sobre Hielo se realizó en Ginebra (Suiza) en febrero–marzo de 1962. Fue organizado por la Unión Internacional de Patinaje sobre Hielo (ISU) y la Federación Suiza de Patinaje sobre Hielo.

## Resultados

### Masculino
| Puesto | Nombre                | País                | Puntos |
| ------ | --------------------- | ------------------- | ------ |
| Oro    | Alain Calmat          | Francia             |        |
| Plata  | Karol Divín           | Checoslovaquia      |        |
| Bronce | Manfred Schnelldorfer | Alemania Occidental |        |

### Femenino
| Puesto | Nombre           | País         | Puntos |
| ------ | ---------------- | ------------ | ------ |
| Oro    | Sjoukje Dijkstra | Países Bajos |        |
| Plata  | Regine Heitzer   | Austria      |        |
| Bronce | Karin Frohner    | Austria      |        |

### Parejas
| Puesto | Nombre                               | País                | Puntos |
| ------ | ------------------------------------ | ------------------- | ------ |
| Oro    | Marika Kilius / Hans-Jürgen Bäumler  | Alemania Occidental |        |
| Plata  | Liudmila Belousova / Oleg Protopopov | Unión Soviética     |        |
| Bronce | Margret Göbl / Franz Ningel          | Alemania Occidental |        |

### Danza en hielo
| Puesto | Nombre                             | País           | Puntos |
| ------ | ---------------------------------- | -------------- | ------ |
| Oro    | Christiane Guhel / Jean-Paul Guhel | Francia        |        |
| Plata  | Linda Shearman / Michael Phillips  | Reino Unido    |        |
| Bronce | Eva Romanová / Pavel Roman         | Checoslovaquia |        |

## Medallero
| Núm. | País                | Oro | Plata | Bronce | Total |
| ---- | ------------------- | --- | ----- | ------ | ----- |
| 1    | Francia             | 2   | 0     | 0      | 2     |
| 2    | Alemania Occidental | 1   | 0     | 2      | 3     |
| 3    | Países Bajos        | 1   | 0     | 0      | 1     |
| 4    | Austria             | 0   | 1     | 1      | 2     |
| 4    | Checoslovaquia      | 0   | 1     | 1      | 2     |
| 6    | Reino Unido         | 0   | 1     | 0      | 1     |
| 6    | Unión Soviética     | 0   | 1     | 0      | 1     |
|      | TOTAL               | 4   | 4     | 4      | 12    |